# Campionato italiano a squadre di calcio da tavolo 1989-1990
Il campionato italiano di calcio da tavolo a squadre 1989-1990 fu organizzato  dalla AICMS.La fase finale si svolse a Genova.
Dai quattro gruppi interregionali si qualificano le seguenti squadre:
1. Stella Artois Milano;
2. SC Piemonte Torino;
3. SC Bari 88
4. Nola '74.

## Risultati

### Semifinali
- Semifinali Stella Artois Milano - SC Piemonte Torino 6-2 (andata), 6-1 (ritorno)
- Nola '74 - SC Bari 88 5-1 (andata), 4-3 (ritorno)

#### Finale
|  | Stella Artois Milano | Nola '74  | 5-4        |
|  | -------------------- | --------- | ---------- |
|  | Baglietto            | Meo       | 4-0        |
|  | Funaro               | Simonetti | 4-2        |
|  | Marchisio            | Ianniello | 0-2 (tav.) |
|  | Bagliatto            | Ianniello | 1-3        |
|  | Funaro               | Meo       | 5-2        |
|  | Marchisio            | Simonetti | 0-2 (tav.) |
|  | Baglietto            | Forino    | 3-1        |
|  | Funaro               | Ianniello | 5-2        |
|  | Marchisio            | Meo       | 0-2(tav.)  |